# Art Attack
Art Attack és un programa britànic de televisió infantil sobre manualitats. S'emeté originalment de 1990 a 2007 al canal de televisió anglès CITV, i va ser presentat per Neil Buchanan. Més endavant, de 2012 a 2017 el programa va tornar Disney Junior, el qual va ser presentat per Lloyd Warbey.
A Espanya es va televisar per Disney Channel del 1998 al 2004 i va ser presentat per Jordi Cruz. El 2010 el programa es va reprendre i el va presentar Guillermo Martínez.

## Història
El programa originalment era una producció de TVS, ideat per dos dels seus empleats, Neil Buchanan i Tim Edmunds. Buchanan i Edmunds es van conèixer a Southern Television el 1978, i van treballar junts a No. 73 i Do it!.
Art Attack va aparèixer per primer cop com a part de No. 73 i va resultar tan popular que Nigel Pickard, el productor executiu de TVS va aprovar-ne un pilot. Aquest pilot d'Art Attack es va gravar en una piscina a Gillingham (Kent) el 1988, i el programa va començar l'any següent.
Quan TVS va perdre els drets del programa, Edmunds i Buchanan van comprar-ne els drets i van produir Art Attack amb la seva empresa: The Media Merchants. Durant la major part de l'emissió, Art Attack es va rodar a The Maidstone Studios, Maidstone, Kent. El 1998, Disney va comprar els drets per produir-ne versions en altres llengües. Cada versió tenia un amfitrió local diferent per a cada territori i es va fer a Maidstone, en un plató similar al de la versió original. Les obres d'art gegants de Neil Buchanan es van mantenir a les versions internacionals, igual que The Head, que va ser doblat per actors de doblatge locals rellevants. Buchanan també va produir les manualitats d'aquestes versions: les imatges de les seves mans creant les peces tindrien la veu de l'amfitrió local, que mostraria l'obra d'art entre les etapes i explicaria què s'havia de fer a continuació.
ITV va anunciar la cancel·lació d'Art Attack el juliol de 2007. Va continuar-se emetent, però, a CITV amb reemissions fins al 30 de maig de 2011. El 2010, Disney va anunciar una nova versió del programa, el qual s'emetria arreu del món per Disney Junior. La nova versió va ser presentada al començament per Jassa Ahluwalias. A partir de la tercera temporada, la va rellevar Lloyd Warbey.

## Emissió mundial
Disney Channel i les seves diferents branques han emès Art Attack a molts de territoris des de finals dels anys noranta, produint versions localitzades del programa per a molts països. A Austràlia, es va emetre originalment a ABC des de juliol de 1995 a octubre de 1999. Al Canadà, el programa s'ha emès a TVOKids, Family Jr. i Knowledge Kids; als Estats Units, es va emetre a WAM! durant la dècada de 1990. Art Attack també s'ha emès a diversos països com SABC2 a Sud-àfrica, StarHub i Disney Channel a Singapur, TVB a Hong Kong, KTN a Kenya, Channel 33 als Emirats Àrabs Units, Fun Channel i Disney Channel a l'Orient Mitjà i RTB a Brunei.
La sèrie original, presentada per Neil Buchanan, també ha estat doblada o subtitulada en diversos països de parla no anglesa, després d'haver estat emesa de diferents maneres per Dragon Club a la Xina, ET1 a Grècia, Disney Channel a Taiwan i TRT a Turquia. A gran part d'Amèrica Llatina, el programa es va emetre a Discovery Kids durant la dècada de 1990, doblat al castellà i al portuguès. Del 2000 al 2002, Disney va produir versions localitzades en castellà i portuguès, que es va emetre a Disney Channel Llatinoamèrica i Disney Channel Brasil, així com Disney Channel Portugal, respectivament, i presentada per Rui Torres; en anys posteriors, la versió britànica va ser doblada i emesa per Disney en aquests territoris. Una versió en hindi es va emetre a l'Índia del 2011 al 2014, presentada per Gaurav Juyal; anteriorment, s'hi havia emès la versió anglesa doblada en hindi. Una versió escandinava del programa, presentada per Leon Jilber i produïda en suec (amb doblatges danesos i noruecs també disponibles) es va emetre inicialment a la versió escandinava de Disney Junior, però més endavant es va traslladar a Disney Channel Escandinàvia. La versió italiana es va emetre del 1998 al 2005 i del 2011 al 2014, presentada per Giovanni Muciaccia.

## Personatges
- The Head (El cabezón a Espanya) era un titella bust de pedra, basat en Constantí el Gran, que humorísticament resumeix els passos necessaris per a produir l'última manualitat feta. Després, normalment ensenyava la seva creació de l'última manualitat i la majoria de vegades li sortia tan malament que feia riure, cosa que el posava d'allò més trist. Malgrat això, de tant en tant quan seguia les instruccions malament, creava una versió pròpia de la manualitat diferent de l'esperada de la qual se sentia orgullós. A vegades explicava acudits o feia jocs de paraules, sobretot després de les obres d'art gegants. En la primera temporada, The Head va ser interpretat per Jim Sweeney; en la segona, per Andrew O'Connor i en la tercera, va ser redissenyat com a titella, controlat per Francis Wright, qui també li va posar la veu. De la temporada 6 a la 7 va ser operat per Tim Edmuns, que també li va posar la veu. The Head no va aparèixer en les temporades 12 i 13 ni entre les temporades 18 i 20.[8] En castellà li posava la veu Ferran Audí.

- Vincent Van Coconut (Vicente Van Coco a Espanya) era una palmera que parlava, la qual va ser la successora de The Head en la versió de 2011. Li va posar la veu Tim Hibber. El seu nom és una paròdia del famós pintor neerlandès Vincent Van Gogh.
- Neil Buchanan (El Manitas a Espanya). Una secció popular del programa incloïa Neil Buchanan sortint als carrers i fent obres d'art gegants fetes amb materials que trobava al seu entorn.